# Apicia cantaria
Apicia cantaria là một loài bướm đêm trong họ Geometridae.